# Водонапорная башня (Кишинёв)

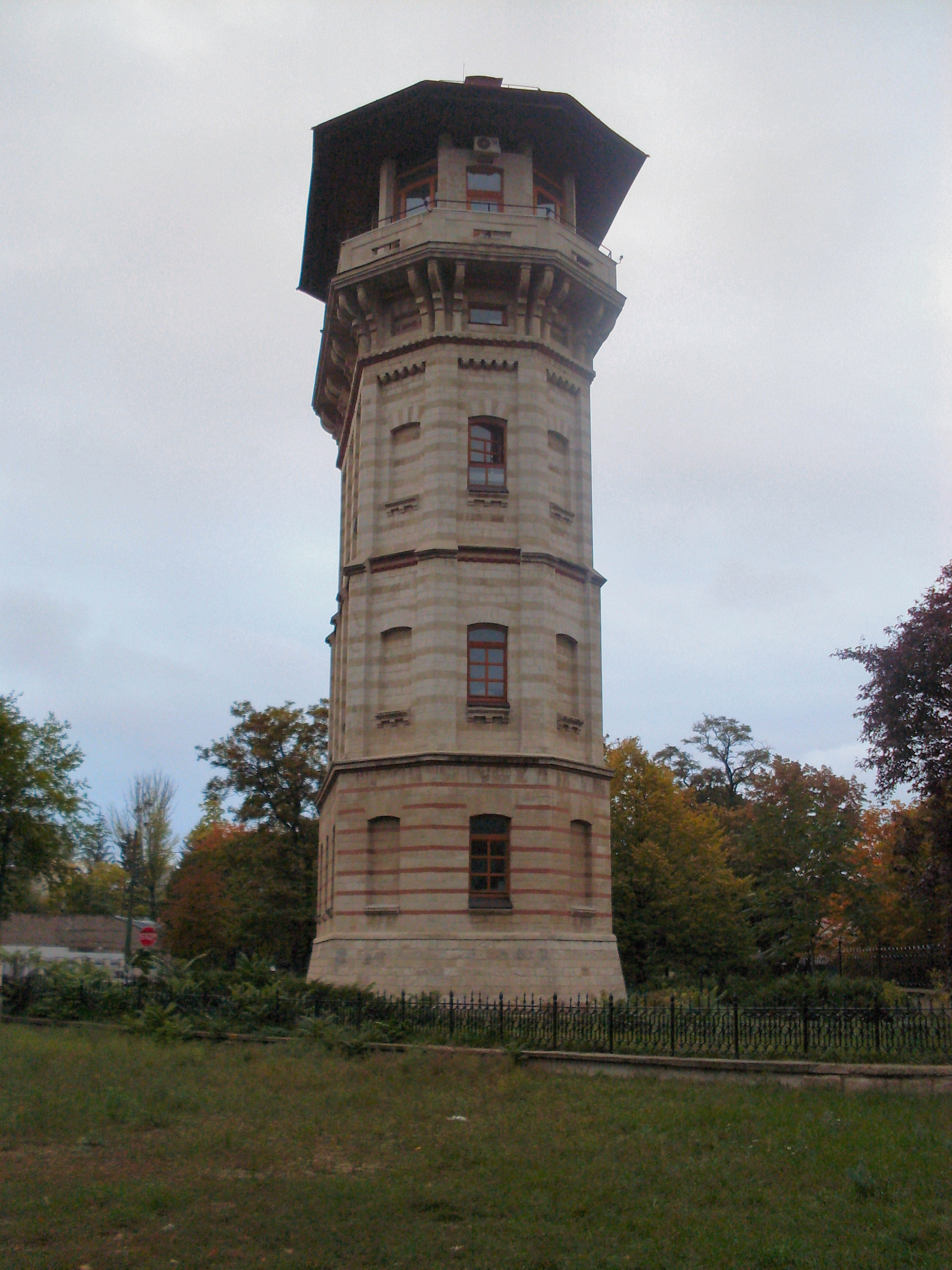
Водонапорная башня в Кишинёве

Водонапорная башня (рум. Turnul de apă din Chișinău) — памятник промышленной архитектуры конца XIX века в Кишинёве.
Башня расположена на углу улиц А. Матеевича и митрополита Бэнулеску Бодони (бывших Садовой и Гоголя). Эта башня положила начало городскому водопроводу. Верхний этаж, представляющий собой деревянную надстройку в результате землетрясений был разрушен. В 1980—1983 гг. он был восстановлен. Высота сооружения до венчающего карниза составляет 22 метра. Несущие стены выполнены из местного камня-ракушечника (котельца) с включением рядов кирпичной кладки. Толщина стен колеблется от 2 м в основании до 0,6 м на верхних этажах. Внутри башни сохранилась винтовая металлическая лестница, а во время реконструкции сооружён лифт. Некоторое время в здании водонапорной башни находилась штаб-квартира Исторического музея. Водонапорная башня похожей конструкции была построена на пересечении улиц Василе Александри и Вероники Микле, но она не сохранилась до наших дней.
Архитектор — А. О. Бернардацци.